# Myrcia eumecephylla
Myrcia eumecephylla é uma espécie de  planta do gênero Myrcia e da família Myrtaceae.  
Ocorre em mata de tabuleiro e floresta ombrófila. Frutos em setembro e novembro. 

## Taxonomia
A espécie foi descrita em 1893 por Franz Josef Niedenzu. 
Os seguintes sinônimos já foram catalogados:  
- Aulomyrcia eumecephylla  O.Berg
- Myrcia limae  G.M.Barroso & Peixoto

## Forma de vida
É uma espécie terrícola e arbórea. 

## Descrição
Árvore com caule liso e descamante. Ela tem folhas oblongas obtusas no ápice e emarginadas ou peltadas na base; pecíolo glabro, com espessamento secundário descamante, enegrecido e glabro. Inflorescência com bractéolas lanceoladas na base, tricomas estrigosos ao longo da raque, panícula terminal com duas brácteas foliáceas na base, ramificações secundárias pouco desenvolvidas dão aspecto espiciforme à panícula. Flor com bractéola linear na base, indumento revestindo o hipanto é híspido e curto, flor com 5 lobos irregulares. Fruto globoso com tricomas remanescentes, mas glabro na maior parte.  

## Conservação
A espécie faz parte da Lista Vermelha das espécies ameaçadas do estado do Espírito Santo, no sudeste do Brasil. A lista foi publicada em 13 de junho de 2005 por intermédio do decreto estadual nº 1.499-R. 

## Distribuição
A espécie é endêmica do Brasil e encontrada nos estados brasileiros de Bahia e Espírito Santo. 
A espécie é encontrada no domínio fitogeográfico de Mata Atlântica, em regiões com vegetação de floresta ombrófila pluvial.